# Jan I Orsini
Jan I Orsini (Giovanni I Orsini, zm. 1318) – hrabia Kefalenii w latach 1304 – 1318.
Kontynuował aktywną politykę swego ojca Ryszarda na terenie Epiru.